# District de Mysore
Le district de Mysore est un district de l'État du Karnataka, dans le Sud de l'Inde.
Au recensement de 2011, sa population compte 2 641 027 habitants. Son chef-lieu est la ville de Mysore. 

## Voir aussi

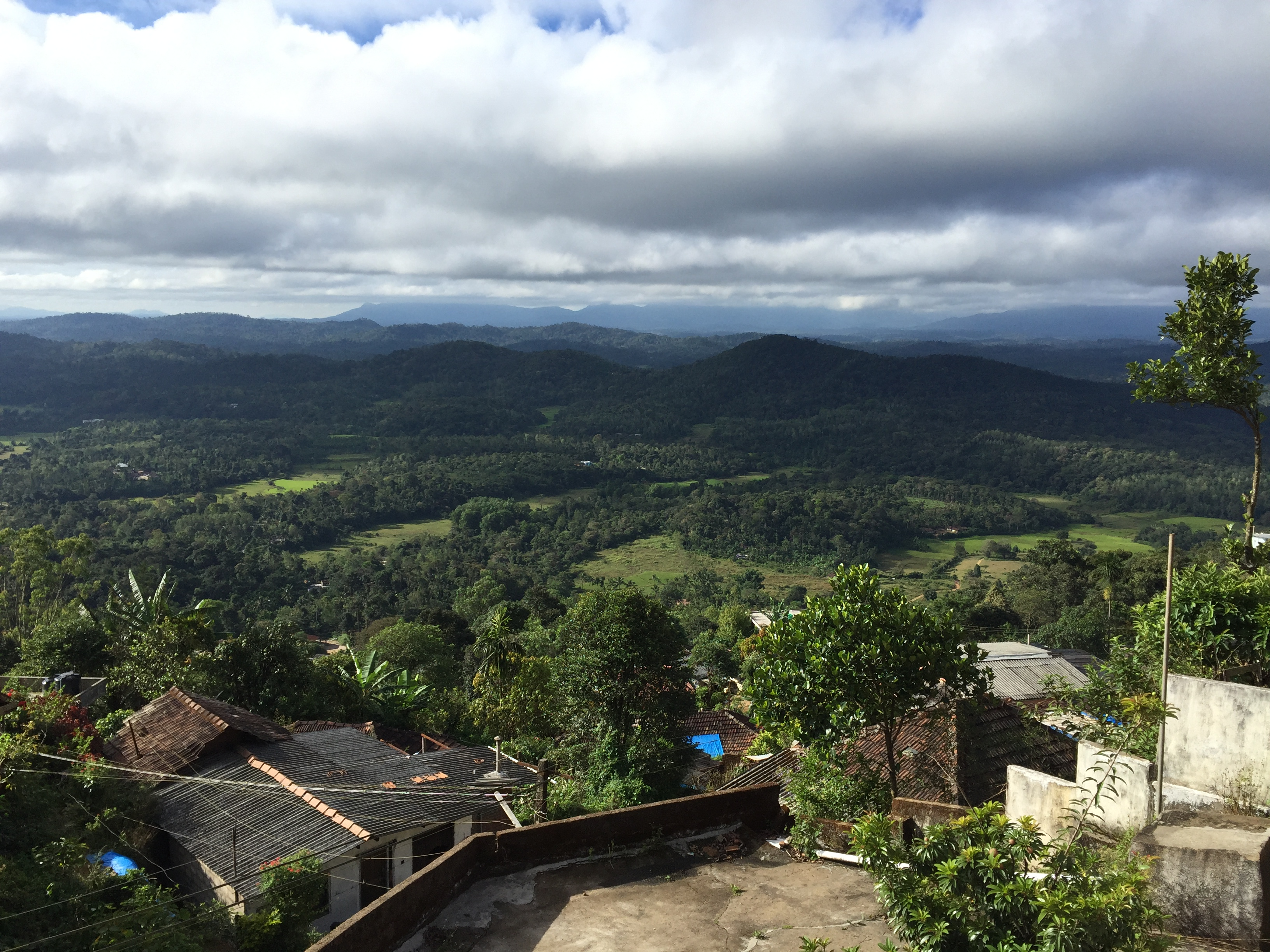
Paysage du Mysore.